# هری کلمنتس (بازیکن فوتبال)
هری کلمنتس (انگلیسی: Harry Clements؛ ۲۲ ژوئیه ۱۸۸۳ – ۱۹۳۹) بازیکن فوتبال بود.